# Orcovita hicksi
Espèce
Orcovita hicksi est une espèce de crabes de la famille des Varunidae.

## Distribution
Cette espèce est endémique de l'île Christmas.

## Étymologie
Cette espèce est nommée en l'honneur de John Hicks.

## Publication originale
- Davie & Ng, 2012 : Two new species of Orcovita (Crustacea: Decapoda: Brachyura: Varunidae) from anchialine caves on Christmas Island, Eastern Indian Ocean. Raffles Bulletin of Zoology, vol. 60, n. 1, p. 57–70 (texte intégral).